# Baltjärnen (Helgums socken, Ångermanland)
Baltjärnen är en sjö i Sollefteå kommun i Ångermanland och ingår i Ångermanälvens huvudavrinningsområde.